# 滋賀県立八日市南高等学校
滋賀県立八日市南高等学校（しがけんりつ ようかいちみなみこうとうがっこう）は、滋賀県東近江市に所在する公立の農業高等学校。略称は「八南」（ようなん）。神崎郡による神崎郡立神崎実業学校（かんざきぐんりつかんざきじつぎょうがっこう）として設立され、旧制時代は神崎郡北五個荘村に所在した。

## 設置学科
- 農業科
- 食品科
- 花緑デザイン科

## 沿革
- 1907年（明治40年） - 旧制神崎郡立神崎実業学校が開校。
- 1910年（明治43年） - 旧制神崎郡立神崎商業学校と改称。通称「神崎商業」、旧制時代は同名称の時期が長い。
- 1944年（昭和19年） - 旧制滋賀県立神崎農学校と改称。
- 1948年（昭和23年） - 学制改革、普通科の滋賀県立八日市中学校との合併により滋賀県立神崎高等学校と改称。
- 1949年（昭和24年） - 滋賀県立愛知高等学校との統合により滋賀県立神愛高等学校八日市校舎と改称。
- 1951年（昭和26年） - 滋賀県立神愛高等学校を分割し、滋賀県立八日市高等学校と改称（普通部・農業部併設）。
- 1974年（昭和49年） - 農業課程が滋賀県立八日市南高等学校として独立。
- 2014年（平成26年）4月 - 農業技術科を農業科、食品流通科を食品科、緑地デザイン科を花緑デザイン科にそれぞれ改編。

## 校歌
- 中島伸男作詞／野田暁春作曲

## 著名な卒業生
- 中村人生（政治家、能登川町長）- 旧制神崎商業学校卒
- 塚本邦雄（歌人、詩人）- 旧制神崎商業学校卒
- JP（ものまねタレント）
- 小梶孝行（カヌースプリント選手）
- 田中崇博（プロ野球選手）
- 東弘明（プロ野球選手）